# بازگشت گوجه‌های قاتل
بازگشت گوجه‌های قاتل (انگلیسی: Return of the Killer Tomatoes) فیلمی در ژانر نقیضه است که در سال ۱۹۸۸ منتشر شد. از بازیگران آن می‌توان به جرج کلونی، استیو لاندکوییست و جان آستین اشاره کرد.